# Ödön Zombori
Ödön Zombori   (Szenta, 22 de setembre de 1906 - Budapest, 29 de novembre de 1989) va ser un lluitador hongarès, que combinà la lluita grecoromana i la lluita lliure, que va competir durant les dècades de 1920 i 1930. Era germà del també lluitador Gyula Zombori.
El 1928 va prendre part en els Jocs Olímpics d'Amsterdam, on fou cinquè en la competició del pes gall del programa de lluita grecoromana. Quatre anys més tard, als Jocs de Los Angeles, va disputar dues proves del programa de lluita. Va guanyar la medalla de plata en la competició del pes gall en estil lliure, mentre en la del pes gall en estil grecoromana quedà eliminat en segona ronda. El 1936, a Berlín, disputà els seus tercers Jocs Olímpics, en què guanyà la medalla d'or en la prova del pes gall del programa de lluita lliure.
En el seu palmarès també destaquen els Campionats d'Europa de 1931 i 1933 i la tercera posició el 1930. El 1948 emigrà a l'Argentina i el 1956 fou entrenador de l'equip argentí als Jocs de Melbourne. El 1985 va tornar a Hongria.